# Сіско (Техас)
Сіско (англ. Cisco) — місто (англ. city) в США, в окрузі Істленд штату Техас. Населення — 3883 особи (2020).

## Географія
Сіско розташоване за координатами 32°23′6″ пн. ш. 98°58′49″ зх. д. / 32.38500° пн. ш. 98.98028° зх. д. (32.385006, -98.980342).  За даними Бюро перепису населення США в 2010 році місто мало площу 12,84 км², з яких 12,83 км² — суходіл та 0,01 км² — водойми.

## Демографія
Згідно з переписом 2010 року, у місті мешкало 3899 осіб у 1441 домогосподарстві у складі 920 родин. Густота населення становила 304 особи/км².  Було 1838 помешкань (143/км²).
Расовий склад населення:
| - 90,0 % — білих - 3,4 % — чорних або афроамериканців - 1,2 % — корінних американців - 0,5 % — азіатів - 3,1 % — осіб інших рас |

До двох чи більше рас належало 1,7 %. Частка іспаномовних становила 13,2 % від усіх жителів.
За віковим діапазоном населення розподілялося таким чином: 24,0 % — особи молодші 18 років, 59,1 % — особи у віці 18—64 років, 16,9 % — особи у віці 65 років та старші. Медіана віку мешканця становила 34,8 року. На 100 осіб жіночої статі у місті припадало 95,9 чоловіків;  на 100 жінок у віці від 18 років та старших — 93,2 чоловіків також старших 18 років.
Середній дохід на одне домашнє господарство  становив 41 699 доларів США (медіана — 31 009), а середній дохід на одну сім'ю — 50 302 долари (медіана — 35 139). За межею бідності перебувало 27,3 % осіб, у тому числі 27,5 % дітей у віці до 18 років та 8,8 % осіб у віці 65 років та старших.
Цивільне працевлаштоване населення становило 1597 осіб. Основні галузі зайнятості: освіта, охорона здоров'я та соціальна допомога — 29,4 %, роздрібна торгівля — 24,7 %, мистецтво, розваги та відпочинок — 11,9 %, виробництво — 8,9 %.